# Kościół św. Jana Apostoła w Przemyślu
Kościół św. Jana Apostoła w Przemyślu – murowany, rzymskokatolicki kościół w Przemyślu przy ulicy Przejazdowej (dzielnica Przekopana) użytkowany przez parafię rzymskokatolicką św. Jana Apostoła. 

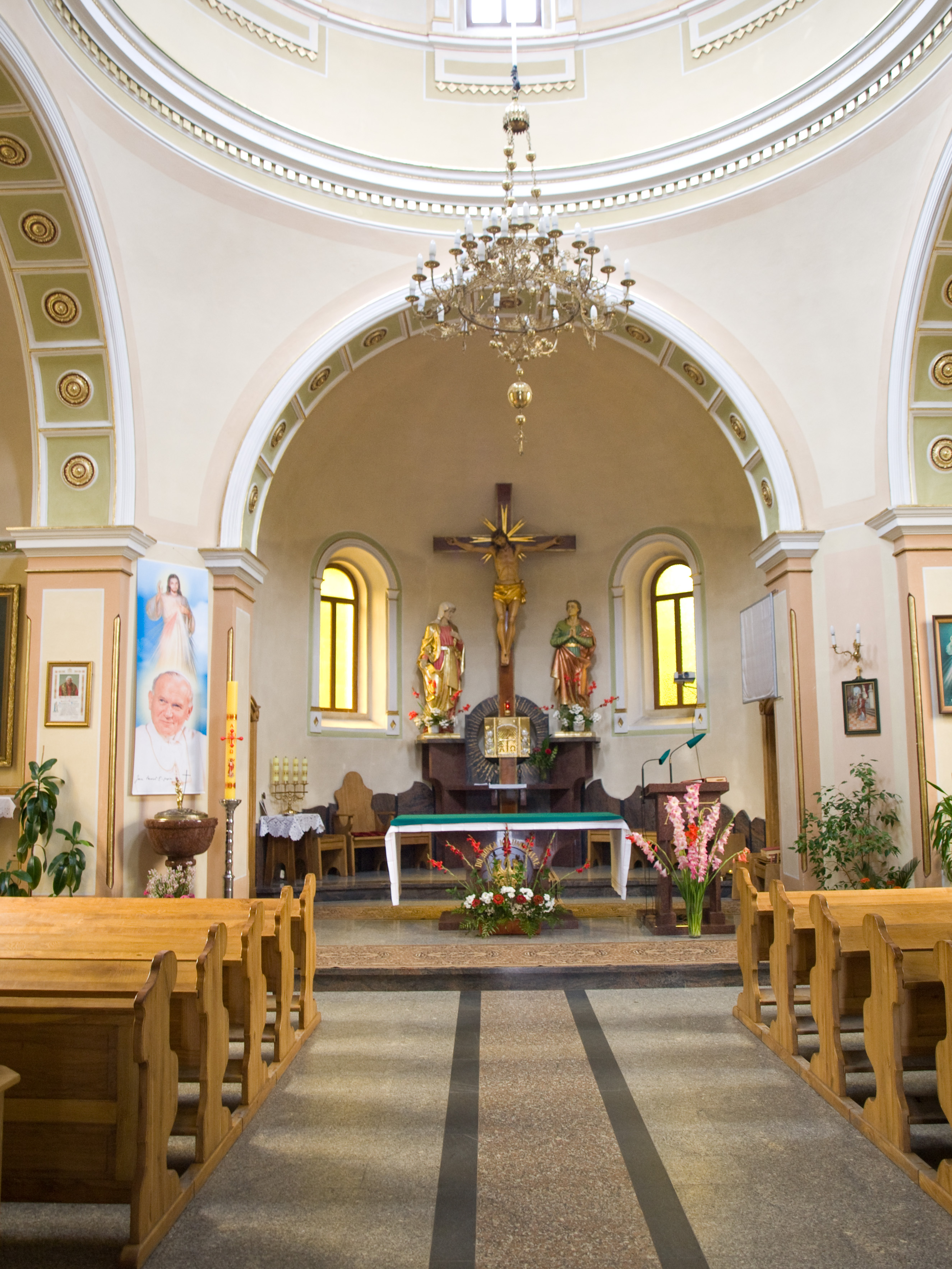
Wnętrze świątyni

Zbudowany w latach 1887–1901 jako cerkiew greckokatolicka, zniszczony w 1914, odbudowany w latach 1926–1931, po 1944 roku przejęty przez kościół rzymskokatolicki.